# Lážovice
Obec Lážovice se nachází v okrese Beroun, kraj Středočeský, asi 13 km jižně od Berouna a 14 km východně od města Hořovice. Žije zde 115 obyvatel (v roce 2006 jich zde žilo 69). Součástí obce je i vesnice Nové Dvory.

## Historie
První písemná zmínka o obci pochází z roku 1232.

### Územněsprávní začlenění
Dějiny územněsprávního začleňování zahrnují období od roku 1850 do současnosti. V chronologickém přehledu je uvedena územně administrativní příslušnost obce v roce, kdy ke změně došlo:
- 1850 země česká, kraj Praha, politický i soudní okres Hořovice[4]
- 1855 země česká, kraj Praha, soudní okres Hořovice
- 1868 země česká, politický i soudní okres Hořovice
- 1939 země česká, Oberlandrat Plzeň, politický i soudní okres Hořovice[5]
- 1942 země česká, Oberlandrat Praha, politický okres Beroun, soudní okres Hořovice[6]
- 1945 země česká, správní i soudní okres Hořovice[7]
- 1949 Pražský kraj, okres Hořovice[8]
- 1960 Středočeský kraj, okres Beroun
- 2003 Středočeský kraj, okres Beroun, obec s rozšířenou působností Hořovice

## Pamětihodnosti
- Kaplička z konce 18. století a pomník padlým z obou světových válek
- venkovská usedlost č. p. 10
- sýpka č.p. 41

## Doprava
Dopravní síť
- Pozemní komunikace – Do obce vedou silnice III. třídy.

- Železnice – Železniční trať ani stanice na území obce nejsou. Ve vzdálenosti 2 km je železniční zastávka Vižina na trati 172 Zadní Třebaň - Lochovice.

Veřejná doprava 2011
- Autobusová doprava – Autobusové linky projíždějící obcí vedly do těchto cílů: Beroun, Dobříš, Hořovice, Hostomice, Praha, Příbram, Strašice (dopravce PROBO BUS, a. s.).